# Qasr Azraq

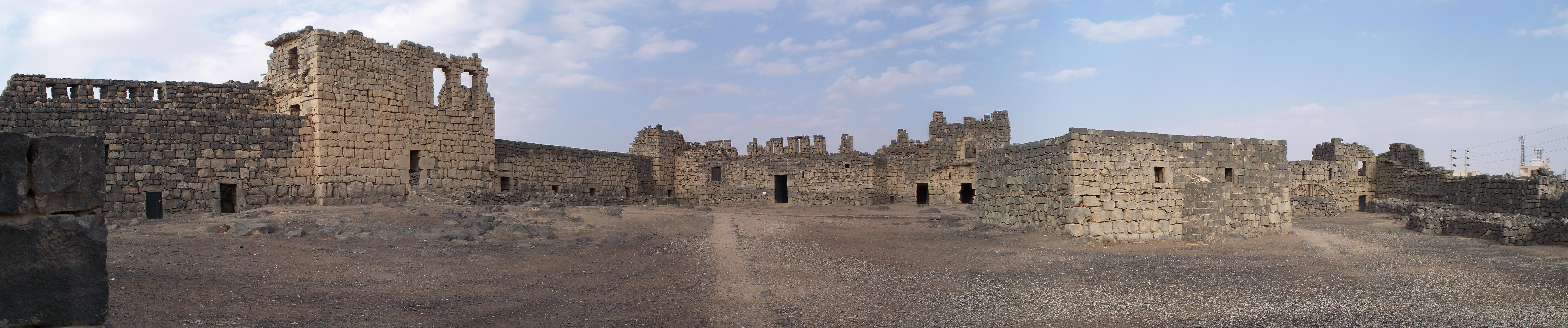
Qasr Al Azraq

Qasr Al Azraq (Arabisch:قصر الأزرق) behoort tot de woestijnkastelen in het oosten van Jordanië. Het bevindt zich enkele kilometer ten noorden van de grens met Saoedi-Arabië, midden in een oasestadje met dezelfde naam Azraq.

## Geschiedenis

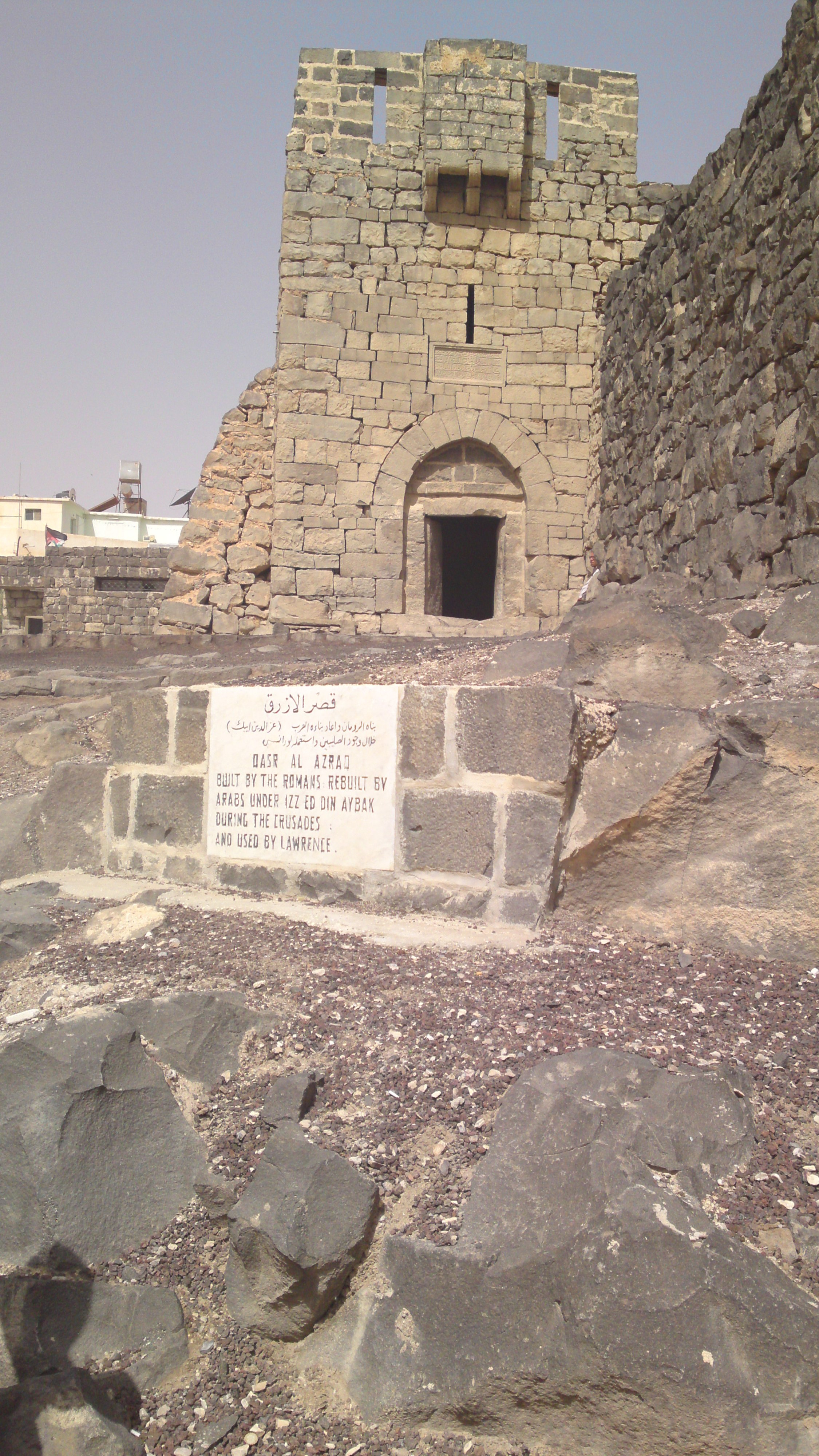
Informatiebord aan de ingang

De lokatie is sinds de prehistorie bewoond geweest. 
Het origineel kasteel werd door de Romeinen gebouwd en in de 13de eeuw - de periode van de kruisvaarten - door de Arabieren onder de Mammelukse leider Izz Ed Din Aybak alias Izz al-Din Aybak herbouwd. In de 1ste Wereldoorlog zou Lawrence of Arabia er verbleven hebben.

## Constructies
Het gebouw is opgetrokken in zwarte basaltsteen en geheel ommuurd.
Tegen de binnenzijde van de muren zijn paardenstalen gebouwd; een kleine moskee met mihrab bevindt zich meer centraal. Boven het poortgebouw zou de kamer zijn waar T.E. Lawrence ('of Arabia') in 1917 de winter doorbracht.
Opvallend is de massief basalten deur die het complex afsluit.

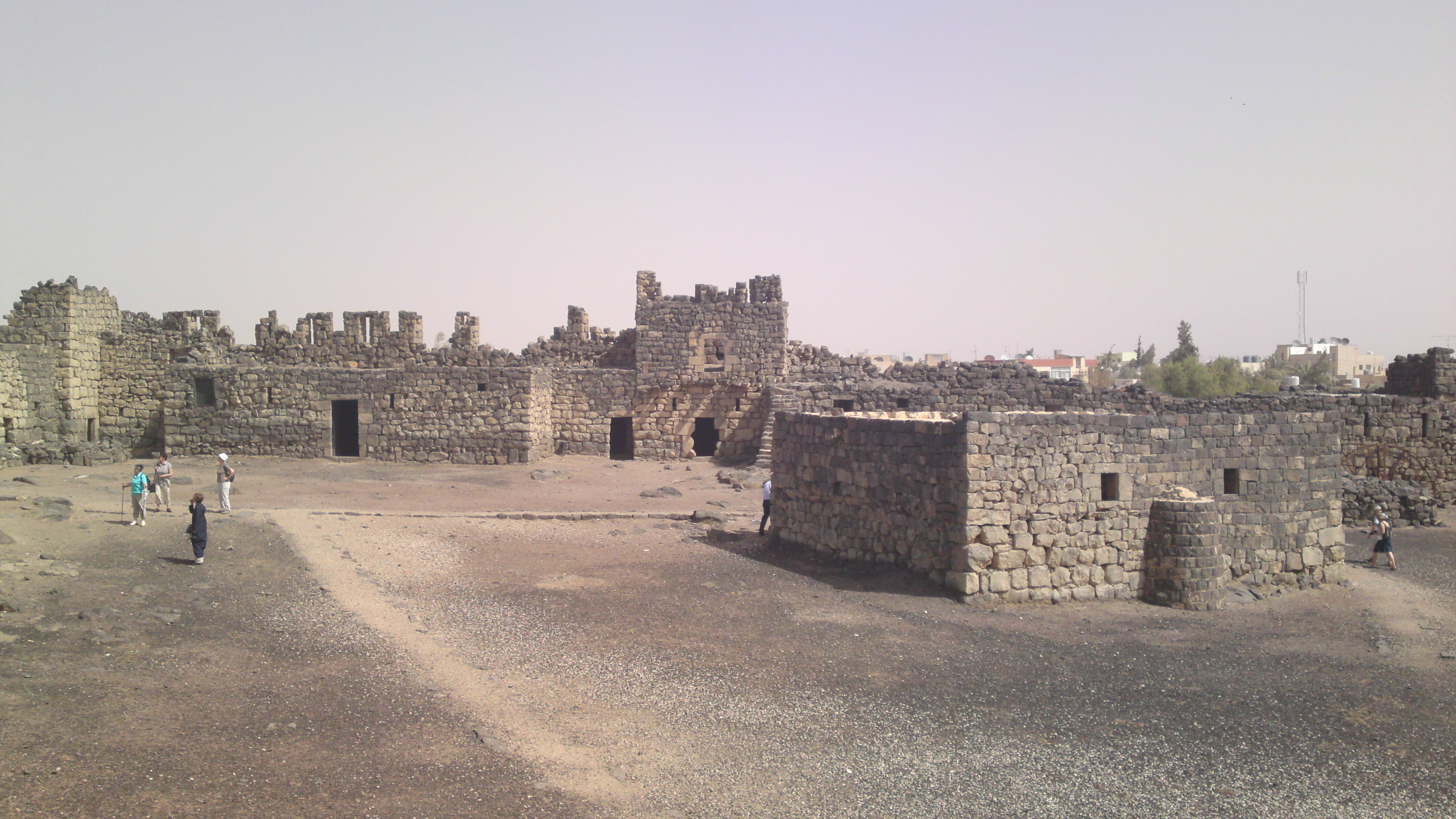
Binnenplein
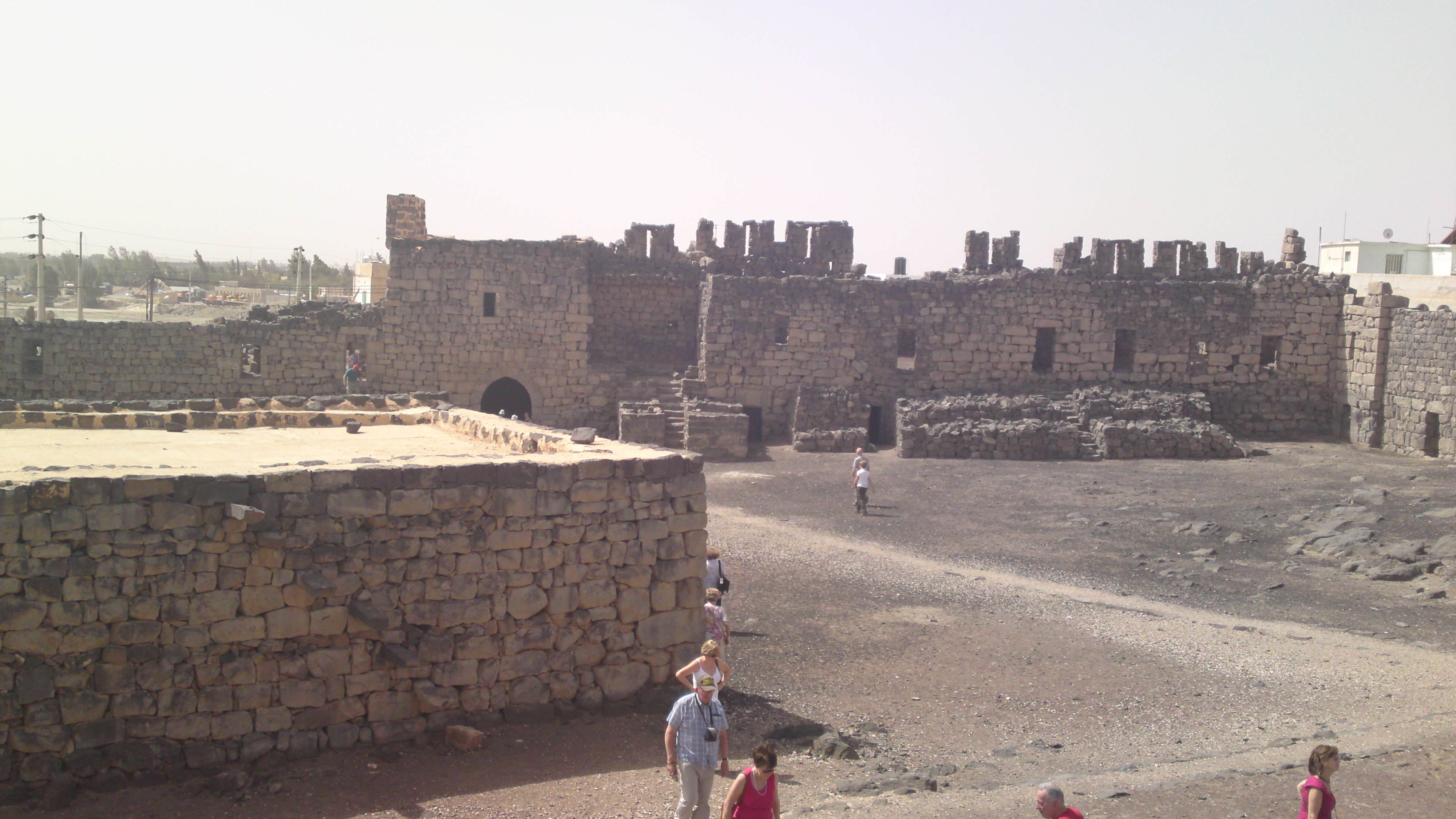
Binnenplein
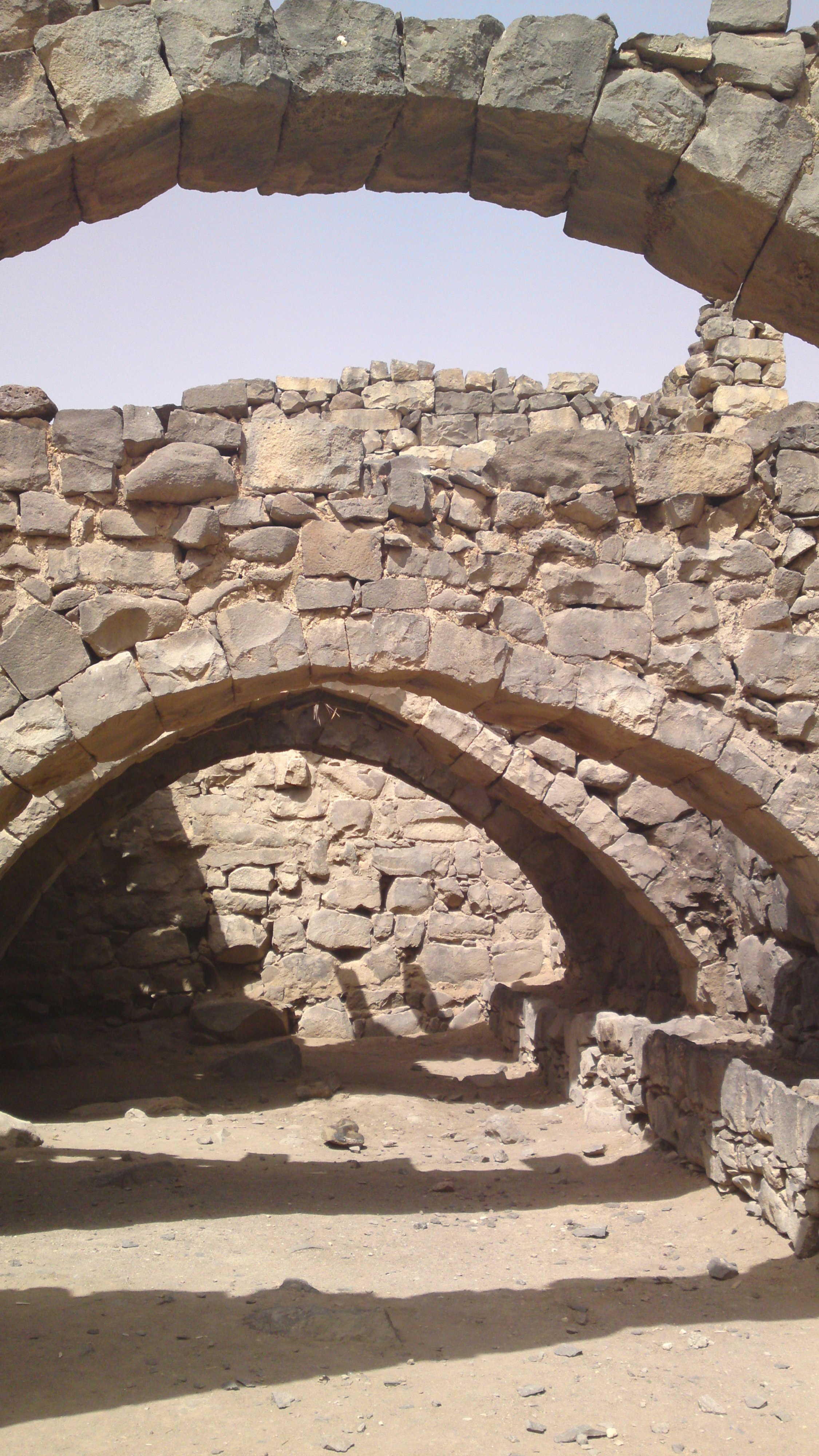
Gewelven
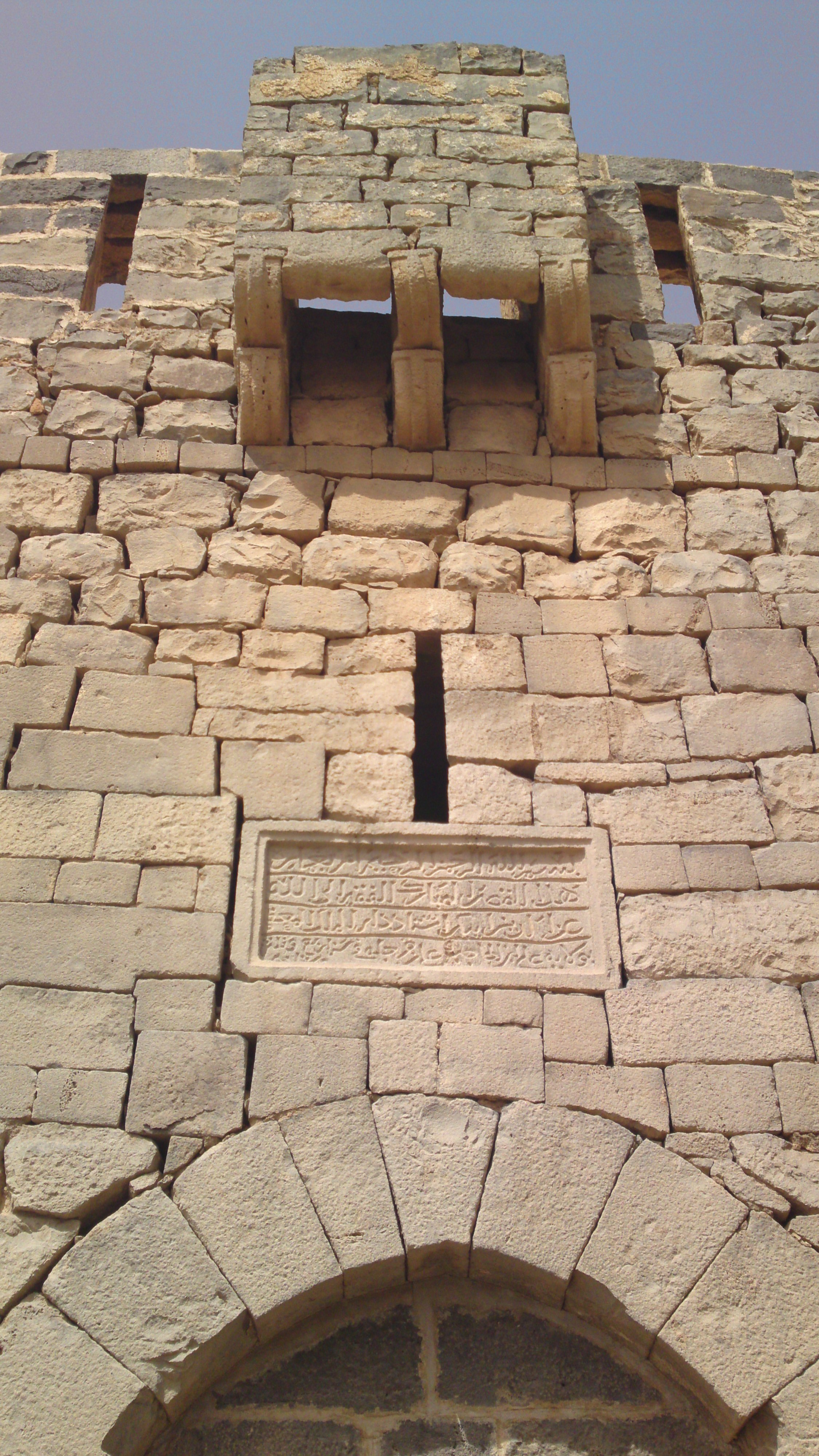
Poort en plaat